# Interchange
Interchange, ook wel Interchanged genoemd, is een abstract expressionistisch olieverfschilderij op doek van de Nederlands-Amerikaanse schilder Willem de Kooning (1904-1997). Net als Jackson Pollock was de Kooning een van de vroege kunstenaars van de beweging voor abstract expressionisme, de eerste Amerikaanse beweging voor moderne kunst. Het schilderij meet 200,7 bij 175,3 centimeter en werd voltooid in 1955. Het markeerde de overgang van de onderwerpen van de Kooning's schilderijen van vrouwen naar abstracte stedelijke landschappen. Het weerspiegelt een overgang in de schildertechniek van de Kooning door de invloed van kunstenaar Franz Kline. Het schilderij heeft een vlezige roze massa in het midden, die een zittende vrouw voorstelt.
Oorspronkelijk verkocht door de kunstenaar in 1955 voor 4.000 dollar, werd het in september 2015 door de David Geffen Foundation verkocht aan Kenneth C. Griffin voor 300 miljoen dollar, waarna het op dat moment het duurst verkochte schilderij ter wereld werd. Het is in bruikleen gegeven aan het Art Institute of Chicago. Het staat nu op de tweede plaats op de lijst van duurst verkochte schilderijen, alleen overtroffen door Salvator Mundi van Leonardo da Vinci, dat in november 2017 voor 450,3 miljoen dollar werd verkocht.